# 齋藤宗房
齋藤 宗房（さいとう むねふさ、1953年 - ）は、日本の実業家。山口トヨタ自動車代表取締役社長、テレビ山口代表取締役社長。

## 略歴
山口県出身。
1972年山口県立山口高等学校卒業。同年慶應義塾大学法学部に入学。同大卒業後、山口トヨタ自動車に入社。
山口ケーブルビジョン社長及びテレビ山口社長、山口商工会議所会頭、山口銀行社外取締役、ヤマグチ・ベンチャー・フォーラム理事、山口大学経営協議会学外委員、山口県バレーボール協会会長等を歴任した。2024年4月時点で、表千家同門会山口県支部長。